# رولز-رویس تین
رولز-رویس تین (به انگلیسی: Rolls-Royce Tyne) یک موتور هواگرد ساختِ کارخانهٔ رولز-رویس لیمیتد در کشور بریتانیا است.